# Thom Mayne
Pour les articles homonymes, voir Mayne.
Thom Mayne, né le 19 janvier 1944 à Waterbury, est un architecte américain, notamment lauréat du prix Pritzker en 2005. Il est basé à Los Angeles.
En 1972, Mayne a aidé à fonder le Southern California Institute of Architecture (SCI-Arc), où il est administrateur et coordinateur du programme de troisième cycle Design of Cities.
Depuis lors, il a occupé des postes d'enseignant à SCI-Arc, à l'université d'État polytechnique de Californie à Pomona (Cal Poly Pomona) et à l'université de Californie à Los Angeles (UCLA).
Il est directeur de Morphosis Architects, un cabinet d'architecture basé à Culver City et à New York.

## Biographie
Mayne a étudié l'architecture à l'université de Californie du Sud (1968) et à la Graduate School of Design de l'université Harvard (1978), avec une orientation sociale et une spécialisation en urbanisme. Diplomé d'un master, il a commencé à travailler comme urbaniste sous la direction de l'architecte d'origine coréenne Ki Suh Park.
Durant cette période, il s'est rendu compte que la politique et l'aménagement n'allaient pas lui convenir et qu'il avait besoin de quelque chose de plus concret. Mayne s'est retrouvé à habiter dans la même commune que les activistes du Campaign for Economic Democracy (en), dont beaucoup devinrent ses premiers clients.
En 1972, Mayne a brusquement quitté Cal Poly Pomona et a collaboré avec cinq autres étudiants et éducateurs qu'il a rencontrés à l'USC, pour créer le Southern California Institute of Architecture, ou SCI-Arc. La rupture était due à des différences entre le doyen de Cal Poly à l'époque et Ray Kappe (en), qui dirigeait le département d'architecture de l'école. L'objectif du nouvel institut était de revigorer l'enseignement architectural formel avec un sens plus aigu de la conscience sociale. SCI-Arc devait « apporter à Los Angeles l'attitude critique envers la profession qui était pratiquée à la Cooper Union à New York et à l'Architectural Association à Londres ».

## Morphosis
Mayne et quelques autres ont fondé Morphosis en 1972. Michael Rotondi (en) a les a rejoints en 1975. Leur philosophie du design découle d'un intérêt à produire un travail avec une signification qui peut être comprise en absorbant la culture pour laquelle il a été fait ; leur objectif était de développer une architecture qui éviterait les limites normales des formes traditionnelles.
Débutant comme une association informelle de concepteurs ayant survécu grâce à des projets non architecturaux, la première commande officielle fut une école à Pasadena, fréquentée par le fils de Mayne. La publicité autour de ce projet a conduit à un certain nombre de commandes résidentielles, dont la Lawrence Residence. Mayne décrit les débuts du groupe comme étant plus un "garage band" qu'une entreprise. Ils passaient leur temps libre à expérimenter de nouvelles inventions pour leurs clients, qui se composaient d'amis et de parents d'élèves.
Quand le travail était à un point mort, Mayne a pris une année sabbatique pour obtenir sa maîtrise en architecture de l'université Harvard. Il a obtenu son diplôme en 1978 et est retourné travailler pour Morphosis où il est devenu l'architecte et designer principal, et responsable de tous les projets de Morphosis. L'entreprise est devenue un cabinet d'architecture de premier plan, avec des projets réalisés dans le monde entier.
Dans le cadre du programme Design Excellence de l'Administration des services généraux du gouvernement des États-Unis, Thom Mayne est devenu l'un des principaux architectes des projets fédéraux. Les projets incluent notamment : des logements pour étudiants à l'université de Toronto ; le San Francisco Federal Building (en) ; le centre de loisirs pour étudiants de l'université de Cincinnati ; la Science Center School de Los Angeles ; la Diamond Ranch High School (en) de Pomona, en Californie ; et le palais de justice des États-Unis Wayne Lyman Morse à Eugene, Oregon.
Le travail de Morphosis évoque des strates. Visuellement, l'architecture de l'entreprise comprend des formes sculpturales. Ces dernières années, un tel effet visuel a été rendu possible de plus en plus grâce aux techniques de conception par ordinateur, qui simplifient la construction de formes complexes.

## Exemples de réalisations
- Diamond Ranch High School (en), Pomona, Californie, 1999
- University of Toronto Graduate House (en), Toronto, Ontario, Canada, 2000
- Hypo Alpe-Adria Center, Klagenfurt, Autriche, 2002
- Caltrans District 7 Headquarters (en), Los Angeles, Californie, 2004
- Science Center School, Los Angeles, Californie, 2004
- Centre de loisirs pour étudiants de l'université de Cincinnati, Cincinnati, Ohio, 2006
- Wayne Lyman Morse United States Courthouse (en), Eugene, Oregon, 2006
- San Francisco Federal Building (en), San Francisco, Californie, 2006
- Tour CFC First, Casablanca, Maroc, 2016

Morphosis a gagné le concours et devait donc construire le village olympique de New York pour les JO de 2012 mais la ville n'a pas obtenu l'organisation de ceux-ci. À La Défense, l'agence avait été désignée lauréate pour la conception de la Tour Phare, tour monumentale de 297 mètres de haut, presque aussi haute que la Tour Eiffel ; le projet a été annulé en 2015.

## Prix
- Prix Pritzker en 2005

## Citations à son sujet
« L'œuvre de Thom Mayne transporte l'architecture du XXe siècle au XXIe siècle, avec son utilisation des technologies d'aujourd'hui, pour créer un style dynamique s'adaptant aux besoins actuels » Ada Louise Huxtable (critique du jury du prix Pritzker)